# Warmoesstraat

Vue de l'étroite rue de Warmoestraat en plein cœur du quartier animé de De Wallen.

Warmoesstraat est l'une des plus anciennes rues d'Amsterdam. 

## Situation et accès
Située dans l'arrondissement Centrum, elle traverse le quartier de De Wallen selon un axe nord-sud et relie l'esplanade de la gare centrale et Zeedijk au nord à la place du Dam et Damstraat au sud. 
Aujourd'hui, Warmoestraat constitue une rue très animée où se côtoient boutiques, bars, restaurants, auberges de jeunesse mais aussi coffee shops et sex-shops dans la partie nord, située en plein cœur du principal quartier rouge de la ville.

## Historique
Construite au XIIIe siècle, elle faisait office de rue commerçante au XVIe siècle et au XVIIe siècle.  

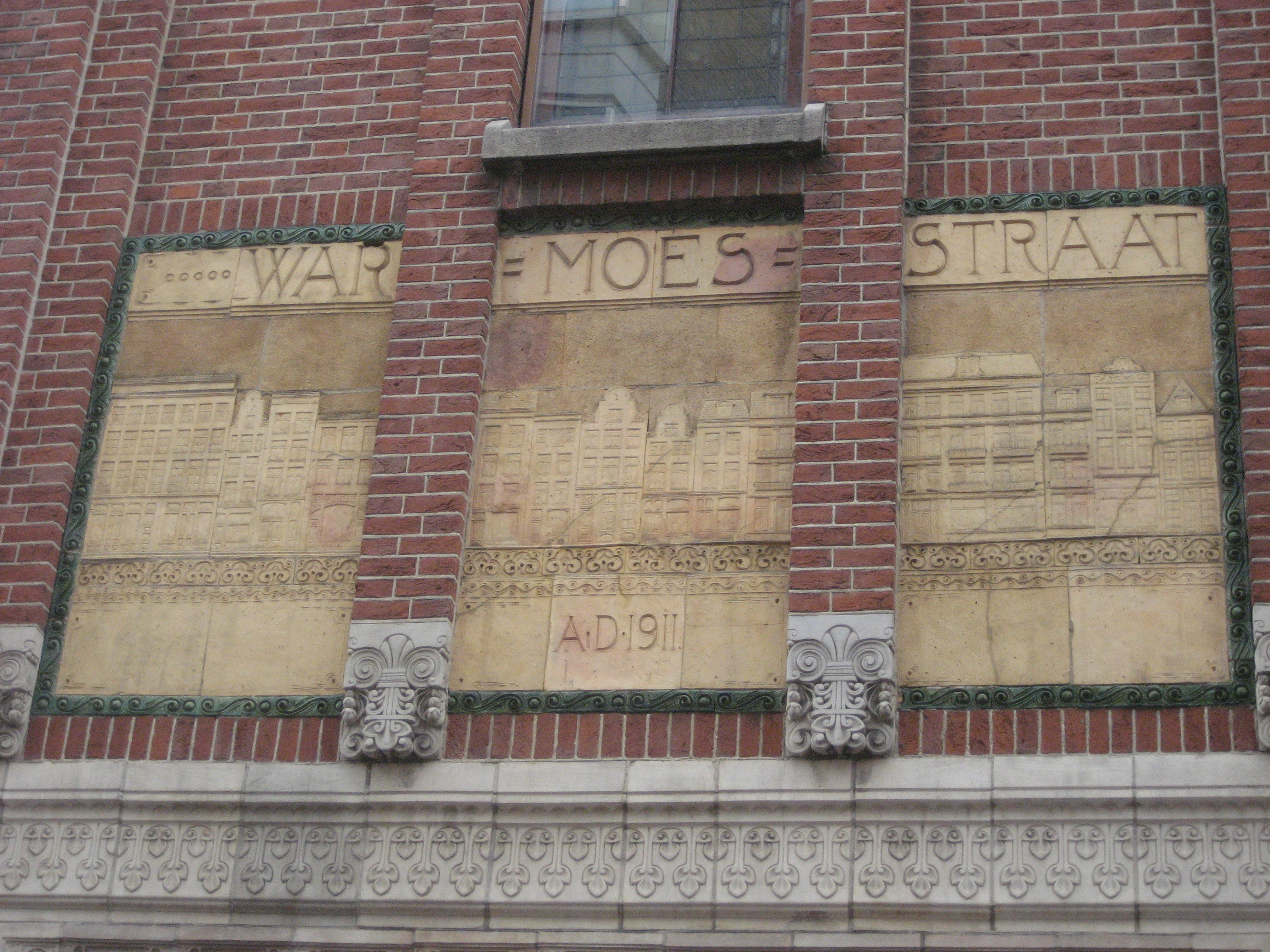
Warmoesstraat

La ville d'Amsterdam fut fondée lors de la construction bu barrage sur l'Amstel au XIIIe siècle. Le centre de la ville était alors formé par l'ancienne embouchure de l'Amstel, le Damrak. L'Amstel occupait alors une largeur équivalente à l'espace situé entre Nieuwendijk et l'actuelle Warmoestraat qui se trouve donc du côté est de la digue. Cependant, l'espace de l'ancienne digue situé sur le Damrak fut rapidement remblayé, et les espaces situés sur les deux rives furent rebouchés et construits. 
Étant donné que l'ancien poids public (waag) était situé sur le Dam voisin, les activités commerciales étaient concentrées dans les rues adjacentes. Au XVIe siècle, Warmoestraat était connue pour accueillir les plus grosses maisons, où habitaient les plus riches bourgeois de la ville. Cependant, ces familles aisées se déplacèrent vers le sud lors de la construction du Herengracht au XVIIe siècle, et Warmoestraat devint la principale rue commerçante de la ville, où de nombreuses entreprises s'installèrent.
Au cours de la seconde moitié du XXe siècle, la rue, devenue inhabitée, connut un important déclin au point de devenir avec Zeedijk l'une des deux rues les plus mal famées des Pays-Bas, notamment en raison du trafic de stupéfiants. Cette situation perdura jusqu'aux années 1980, période à laquelle la police lança des actions ciblées et déploya un système de surveillance vidéo. Cela permit de déplacer la criminalité vers d'autres rues, et de faire de la rue l'un des endroits les plus sûrs d'Amsterdam. De nombreux bâtiments historiques furent par la suite rénovés et réorganisés en appartements. La rue est à l'heure actuelle un axe très fréquenté et connu pour sa vie nocturne, ses restaurants et ses commerces.
L'un des héritages des années 1980 est le nombre important de coffee shops qui y sont situés, et contre lesquels la mairie de l'arrondissement s'est engagée à lutter dans son plan d'action de 2006, notamment au travers d'une politique de suppression progressive par interdiction de rouvrir un coffee shop à la suite de la vente d'un commerce. Dans une note ajoutée à son plan d'action, la ville a même indiqué qu'elle souhaitait voir l'ensemble des dix coffee shops situés dans la rue déménager dans un intervalle de dix ans.
Warmoesstraat compte également quelques magasins, bars ainsi qu'un club destinés à un public homosexuel ainsi qu'à la communauté cuir. La rue constitue ainsi le centre névralgique de la communauté cuir de la ville. Ainsi, depuis 1996, autour du premier weekend de novembre, la Amsterdam Leather Pride est organisée dans les bars de la rue. Cette tendance fit son apparition au milieu des années 1950, lorsque l'Hotel Tiemersma situé au numéro 20 de la rue ouvrit ses portes. Le « bar à cuir » Argos fut ouvert en 1965 sur le Heintjehoeksteeg avant d'être déplacé vers Warmoesstraat par la suite. Plusieurs autres bars du même style ouvrirent leurs portes entre 1987 et 2010, de même qu'une discothèque baptisée Cockring, qui fut ouverte en 2011 sous le nom de Club Fuxxx.

## Bâtiments remarquables et lieux de mémoire
Le Prostitution Information Center (« Centre d'information sur la prostitution ») y est d'ailleurs situé.